# Monika Brachmann

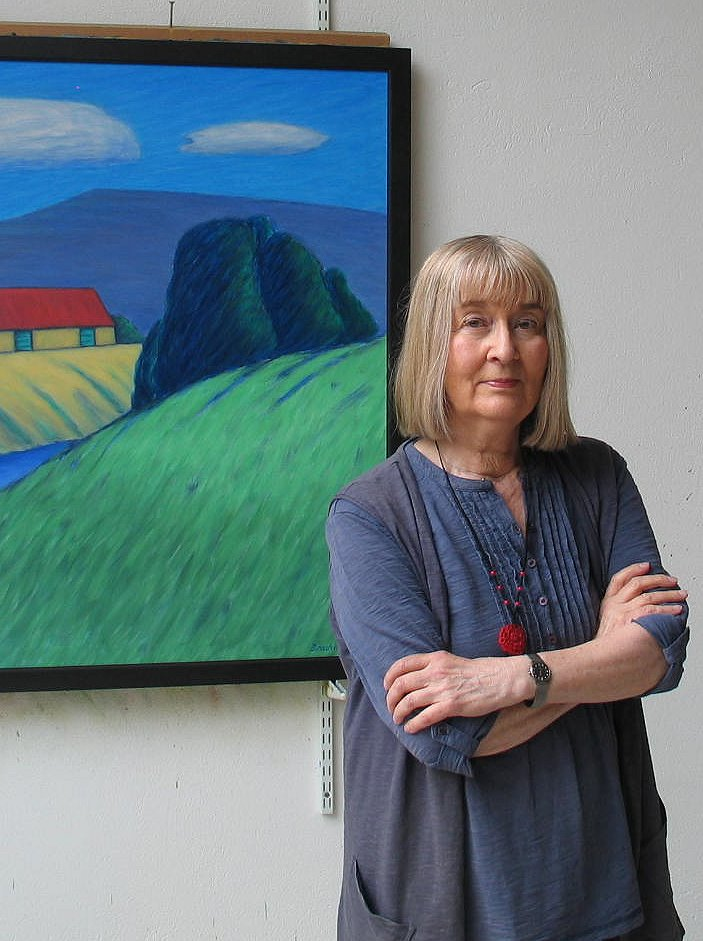
Monika Brachmann in ihrem Atelier (2017)

Monika Brachmann (* 12. Mai 1944 in Arnswalde, Provinz Pommern) ist eine deutsche Malerin und Grafikerin.

## Leben
Nach dem Tod des Vaters, kurz nach Ende des Zweiten Weltkriegs, lebte Monika Brachmann mit ihrer Mutter und ihren Großeltern im zerbombten Berliner Arbeiterbezirk Wedding. Nach der mittleren Reife besuchte sie 1960 bis 1962 eine Handelsschule, arbeitete anschließend bis 1963 im öffentlichen Dienst und war nach ihrer Heirat 1964 für vier Jahre im Einzelhandel tätig. Ab 1968 studierte sie bei Hans Förtsch an der Berliner Akademie für Grafik, Druck und Werbung (heute Universität der Künste) und schloss das Studium 1972 mit Auszeichnung ab. Ein weiteres Studium an der Freien Abteilung der Hochschule für Bildende Kunst beendete sie als Meisterschülerin von Hermann Bachmann 1976. Bis zu ihrem Malereistudium gehörte sie der Künstlervereinigung „Die Rote Nelke – Westberlin“ an, einer politisch motivierten studentischen Vereinigung der 68er-Bewegung. Seit 1976 ist sie vor allem als Malerin, aber auch als Grafikerin freiberuflich tätig.

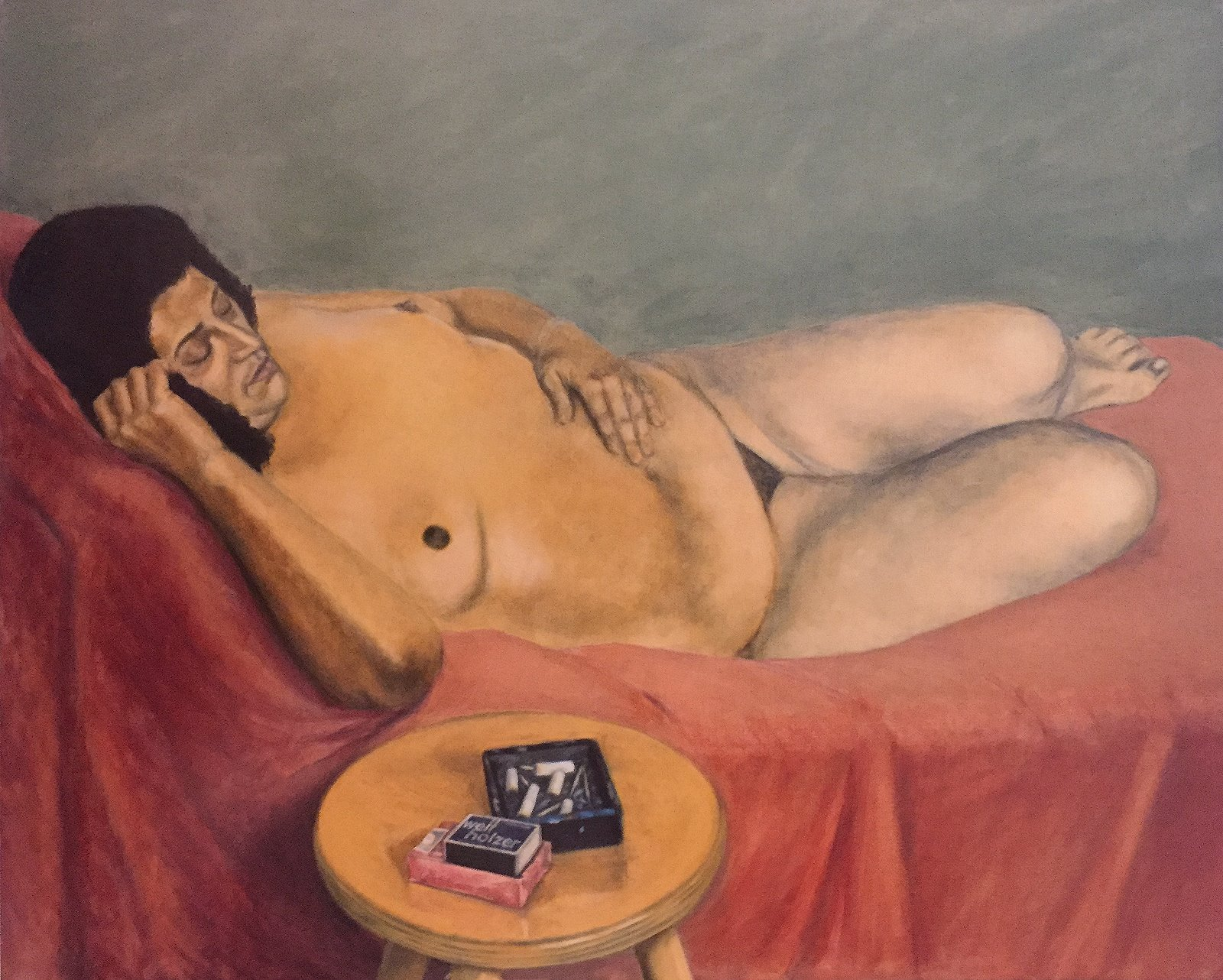
1973, zur Zeit der feministischen Bewegung in West-Berlin, malte Monika Brachmann das Werk „Liegender Akt“ (Öl/Leinwand, 100 × 120 cm).

Von 1978 bis 1985 war sie nebenher Dozentin an der Volkshochschule Berlin-Kreuzberg am Checkpoint Charlie. Nach der deutschen Wiedervereinigung verlegte sie 1994 ihren Schaffensschwerpunkt in die Uckermark in den Norden Brandenburgs, ohne ihren Wohnsitz in Berlin aufzugeben. 2013 errichtete Monika Brachmann mit ihrem Ehemann die gemeinnützige „Wolfgang und Monika Brachmann Stiftung“. Sie gehörte der GEDOK an und ist Mitglied im Verein der Berliner Künstlerinnen und im Künstlersonderbund in Deutschland.

## Werk

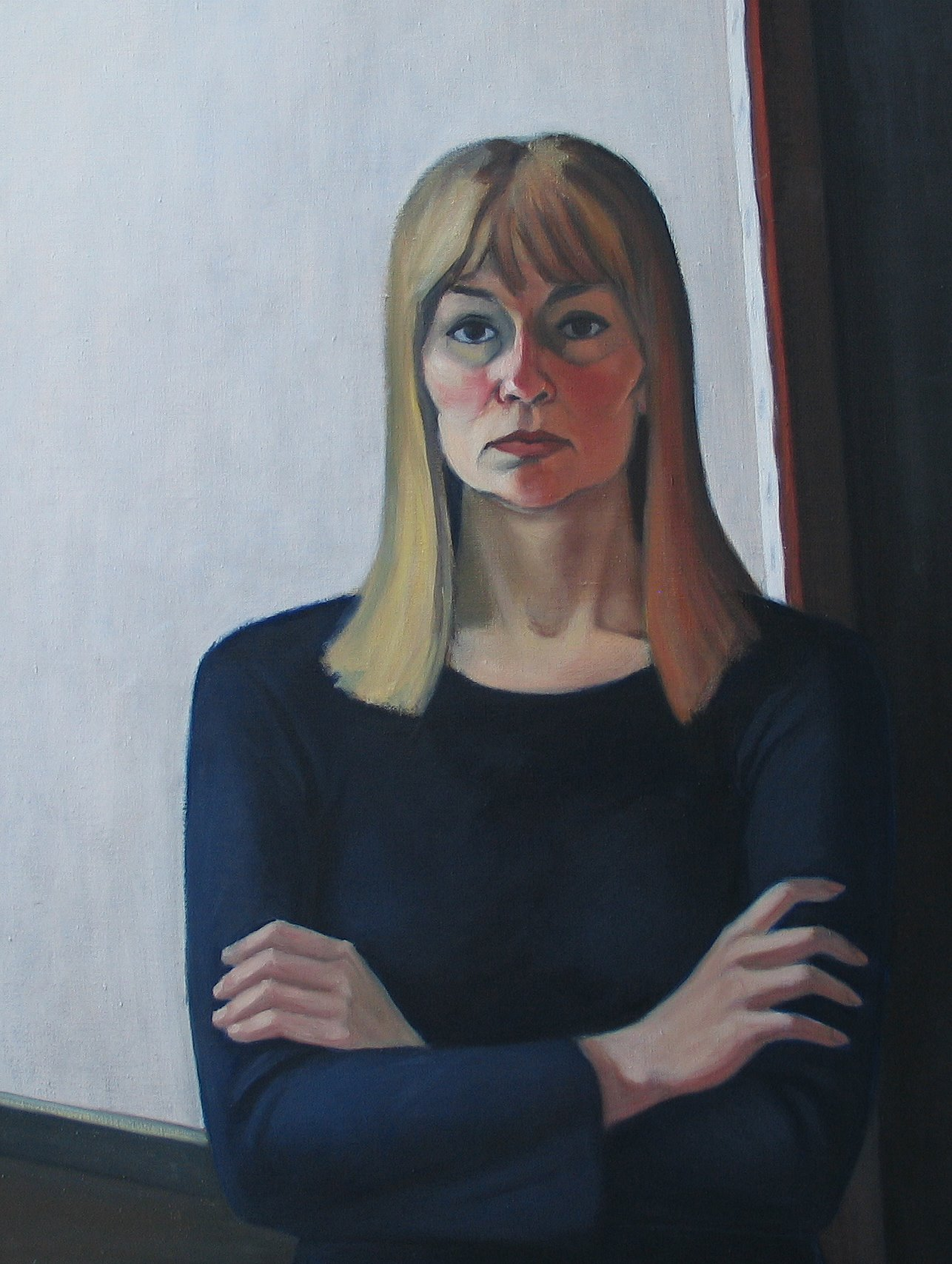
Monika Brachmann: „Selbst à la Beckmann“, 1978, Öl/Leinwand, 80 × 100 cm

Monika Brachmann wählte ihren eigenen Weg zum Realismus und grenzte sich vom Abstrakten Expressionismus, Action Painting und Color Field Painting ab. Ihre Vorbilder sind Max Beckmann, die „großen Franzosen“ – wie Édouard Manet, Paul Cézanne, Henri Matisse – sowie Paula Modersohn-Becker, Vincent van Gogh und Edvard Munch. Diese begründeten Brachmanns künstlerisches Credo: „Kunst kommt von Können“. Während Monika Brachmanns Berliner Zeit bis 1993 waren Menschenbilder und Stillleben, gelegentlich auch Reiseimpressionen bevorzugte Themen ihrer Malerei. Dabei ist der weibliche Akt ein Thema, mit dem sich die Künstlerin in den Jahren vor 1989 auseinandersetzte.
Die deutsche Wiedervereinigung hat mit dem neuen Schaffensschwerpunkt in der Uckermark auch im Werk von Monika Brachmann zu einer Zäsur geführt. Hier fand ein einschneidender Umbruch statt, der eine malerische Entwicklung von rund 30 Jahren hinter sich ließ. Den traditionellen Bildaufbau der Jahre vor 1989 verabschiedend, vertraut die Malerin seitdem auf dynamische Rhythmisierung: eine schnelle Folge unterbrochener Linien. Ihre Bildelemente (Himmel, Wolkenschatten, Winde) verstärken den Eindruck kräftiger Bewegung bei den streng konstruierten Bildern. Brachmanns malerisches Werk umfasst 2017 etwa 600 Arbeiten Öl auf Leinwand.
Darüber hinaus hat Monika Brachmann ihre Passion für Linie und Fläche des Holzschnitts gepflegt, der sie seit den frühen 1980er Jahren nachgeht. Ihr grafisches Werk umfasst mittlerweile rund 150 Arbeiten, vorwiegend Holzschnitte, daneben Radierungen, Kupferstiche, Mezzotinten, Lithografien. Parallel dazu ist eine Vielzahl von Arbeiten auf Papier – Aquarelle, Gouachen, Zeichnungen – entstanden.

## Werke in öffentlichen und privaten Sammlungen (Auswahl)
- Ostdeutsche Galerie, Regensburg
- Neuer Berliner Kunstverein, Berlin
- Europäisches Spargelmuseum, Schrobenhausen
- Dreikönigshospiz, Neubrandenburg
- Kunstsammlung der Akademie der Künste, Berlin
- Stadtmuseum Berlin, Berlin
- Museum für aktuelle Kunst – Sammlung Hurrle, Durbach
- Wolfgang-und-Monika-Brachmann-Stiftung, vertreten in zahlreichen Privatsammlungen (Deutschland, Neuseeland, USA) und Editionen

## Einzelausstellungen und Ausstellungsbeteiligungen (Auswahl)

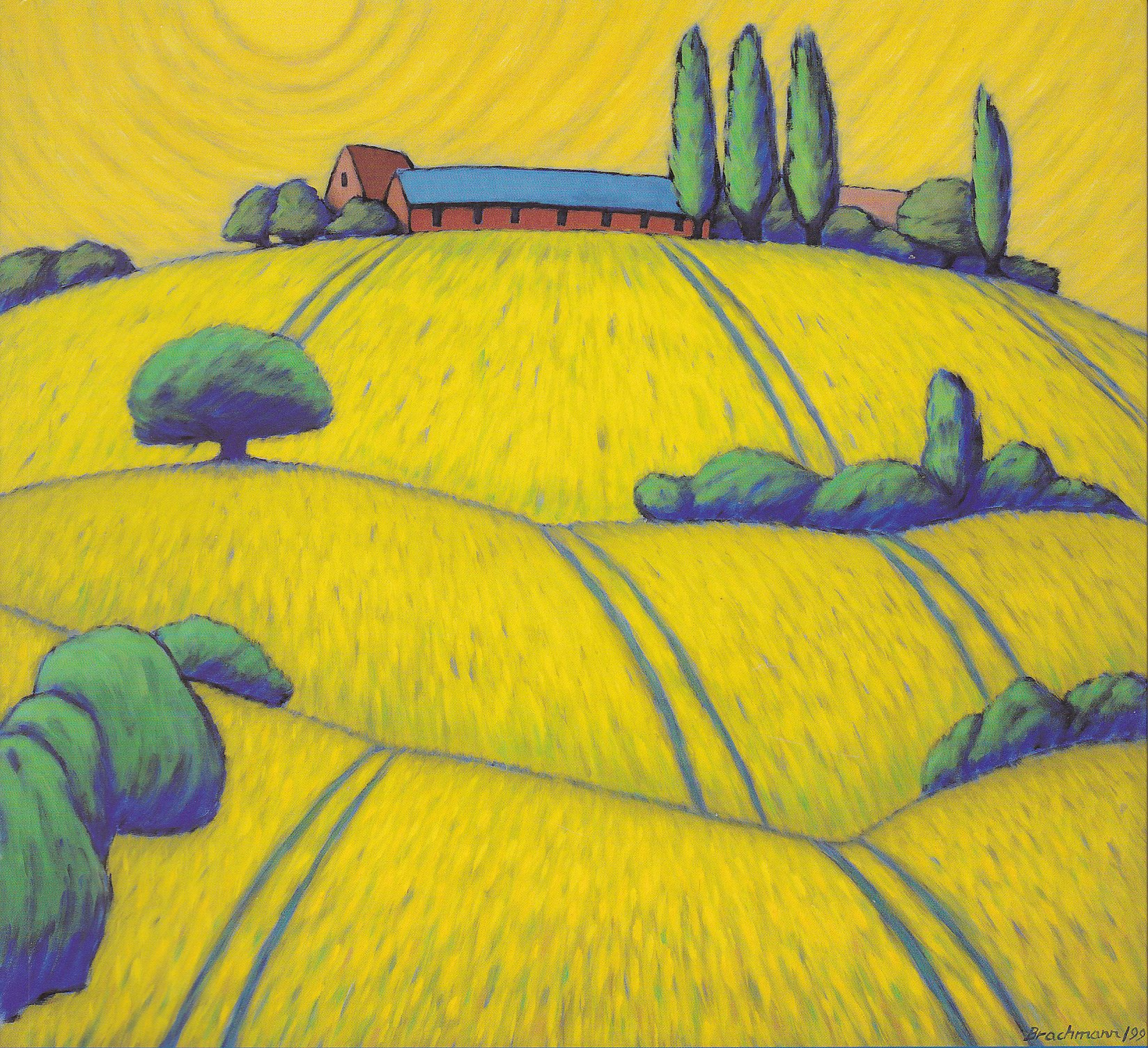
Monika Brachmann: „Boisterfelde mit Rapshügel“, 1999, Öl/Leinwand, 120 × 130 cm

- 1980 Galerie Färbergasse, Erding/München (Verleihung Kunstpreis Wintersalon)
- 1980 „30 Jahre BBK“, Staatliche Kunsthalle Berlin
- 1983 „Entdeckungen der Galerie II“, Neue Münchner Galerie, München
- 1983 Bilder, Zeichnungen, Grafik, Schwarz auf Weiss-Galerie, Edition, Grafikladen am Chamissoplatz, Berlin
- 1984 Galerie Taube, Berlin: Bilder 1973–1983
- 1984 Ausstellung „Rationalisierung“, Staatliche Kunsthalle Berlin und Städtische Galerie Schloss Oberhausen, Neue Gesellschaft für Bildende Kunst (NGBK)
- 1984 „Der Krieg trifft jeden ins Herz“, Palast der Künste, Minsk
- 1985 „Der Krieg trifft jeden ins Herz“, Haus am Kleistpark und Rathaus-Galerie im Rathaus Schöneberg, Berlin
- 1985 „Kunstimpulse 4 / Spielraum Landschaft“, Obere Galerie im Haus am Lützowplatz, Berlin
- 1987 Neue Münchner Galerie, München: Ölbilder
- 1989 „Der Mensch und seine Arbeit, Ausstellung des Bundesministers für Arbeit und Sozialordnung“, Zentrum für Arbeitnehmerbildung, Königswinter
- 1990 „Akt. Berliner Malerinnen“, Galerie Schwind, Frankfurt/M.
- 1990 „Neun Berliner Künstler“, Famagusta/Nikosia (Zypern), Peter´s Gallery/Goethe-Institut/Auswärtiges Amt
- 1990 „Kunst & Krieg“, Neue Gesellschaft für Bildende Kunst, Haus der Kulturen der Welt, Berlin
- 2004 Ladengalerie Müller, Berlin
- 2004 „Ein Fest der Kunst“, 10 Jahre Multikulturelles Centrum Templin, Ausstellung in der Vertretung des Landes Brandenburg in Berlin-Mitte
- 2005 Kunsthalle Wittenhagen, Wittenhagen/Feldberger Seenlandschaft: Malerei, Grafik
- 2011 Ladengalerie Müller, Berlin
- 2015 Büchergilde, Buchhandlung am Wittenbergplatz, Berlin (Grafikausstellung)
- 2016 Evangelische Epiphaniengemeinde Berlin-Westend

Seit 1998 regelmäßige Teilnahme an den Jahresausstellungen des Künstlersonderbundes

## Kataloge und Publikationen
- 1988 Richard Hiepe, „Frühstück mit Paula – Die Malerin Monika Brachmann“, tendenzen, Zeitschrift für engagierte Kunst Heft Nr. 163, 29, anlässlich der Herausgabe der Monografie
- 1990 „Mensch und Arbeit“, Katalog des Bundesministers für Arbeit und Sozialordnung
- 1992 Hannes Schwenger, „Intimität und Pathos: die Druckgrafik von Monika Brachmann“, Graphische Kunst, Zeitschrift für Graphikfreunde Heft 37/1, Edition und Hrsg. Curt Visel, Memmingen
- 1998 Katalog zur Ausstellung des Vereins der Berliner Künstlerinnen 1867 e.V., „Effi Briest und ihre Schwestern, Zur Psychografie der Frau“
- 2000 Friedrich Rothe, Katalog zur Ausstellung, Hrsg. Ladengalerie Berlin und Galerie am Savignyplatz, ISBN 3-926460-74-1
- 2003 Dokumentation „Torso des Archiv Verein Berliner Künstlerinnen 1867 e.V.“
- 2005 Katalog zur Personalausstellung in der Kunsthalle Wittenhagen
- 2011 Katalog zur Ausstellung, Hrsg. Ladengalerie Müller GmbH, Berlin, ISBN 3-926460-92-X
- 2015 Karoline Müller (Hrsg.): Berlin – Uckermark. Die Malerin Monika Brachmann Nicolaische Verlagsbuchhandlung, Berlin 2015